# Paardensport op de Olympische Zomerspelen 2008 (kwalificatie)
Deze pagina beschrijft de kwalificatie voor het paardensport op de Olympische Zomerspelen 2008.

## Onderdelen
De paardensport op de Olympische Spelen valt uiteen in drie onderdelen:
- Dressuur, teams en individueel
- Eventing, teams en individueel
- Springen, teams en individueel

## Samenvatting gekwalificeerde landen
| Nation                       | Individueel | Individueel | Individueel | Team     | Team     | Team     | Totaal |
| Nation                       | Dressuur    | Eventing    | Springen    | Dressuur | Eventing | Springen | Totaal |
| ---------------------------- | ----------- | ----------- | ----------- | -------- | -------- | -------- | ------ |
| Argentinië                   |             |             | 1           |          |          |          | 1      |
| Australië                    | 3           | 5           | 4           | X        | X        | X        | 12     |
| Azerbeidzjan                 |             |             | 1           |          |          |          | 1      |
| België                       |             | 2           | 1           |          |          |          | 3      |
| Bermuda                      |             |             | 1           |          |          |          | 1      |
| Brazilië                     | 3           | 5           | 4           | X        | X        | X        | 12     |
| Canada                       | 3           | 5           | 4           | X        | X        | X        | 12     |
| Chili                        |             | 2           |             |          |          |          | 2      |
| China                        | 1           | 1           | 4           |          |          | X        | 6      |
| Colombia                     |             |             | 1           |          |          |          | 1      |
| Denemarken                   | 3           | 1           |             | X        |          |          | 4      |
| Duitsland                    | 3           | 5           | 4           | X        | X        | X        | 12     |
| Egypte                       |             |             | 1           |          |          |          | 1      |
| Finland                      | 1           |             |             |          |          |          | 1      |
| Frankrijk                    | 3           | 5           |             | X        | X        |          | 8      |
| Groot-Brittannië             | 3           | 5           | 4           | X        | X        | X        | 12     |
| Guatemala                    |             |             | 1           |          |          |          | 1      |
| Hongkong                     |             |             | 4           |          |          | X        | 4      |
| Ierland                      |             | 5           | 1           |          | X        |          | 6      |
| Italië                       | 1           | 5           |             |          | X        |          | 6      |
| Jamaica                      |             | 1           |             |          |          |          | 1      |
| Japan                        | 3           | 1           | 2           | X        |          |          | 6      |
| Jordanië                     |             |             | 1           |          |          |          | 1      |
| Mexico                       | 1           |             | 4           |          |          | X        | 5      |
| Nederland                    | 3           | 1           | 4           | X        |          | X        | 8      |
| Nieuw-Zeeland                |             | 5           | 4           |          | X        | X        | 9      |
| Noorwegen                    |             |             | 4           |          |          | X        | 4      |
| Oekraïne                     |             |             | 4           |          |          | X        | 4      |
| Oostenrijk                   | 1           | 1           |             |          |          |          | 2      |
| Polen                        | 1           | 2           |             |          |          |          | 3      |
| Portugal                     | 3           |             |             | X        |          |          | 3      |
| Rusland                      | 3           | 2           | 2           | X        |          |          | 7      |
| Saoedi-Arabië                |             |             | 4           |          |          | X        | 4      |
| Spanje                       | 3           |             |             | X        |          |          | 3      |
| Tsjechië                     |             | 1           |             |          |          |          | 1      |
| Venezuela                    |             |             | 1           |          |          |          | 1      |
| Verenigde Arabische Emiraten |             |             | 1           |          |          |          | 1      |
| Verenigde Staten             | 3           | 5           | 4           | X        | X        | X        | 12     |
| Wit-Rusland                  | 1           | 2           |             |          |          |          | 3      |
| Zuid-Korea                   | 1           |             |             |          |          |          | 1      |
| Zweden                       | 3           | 5           | 4           | X        | X        | X        | 12     |
| Zwitserland                  |             | 1           | 4           |          |          | X        | 5      |
| Totaal: 42 landen            | 50          | 73          | 79          | 14       | 11       | 16       | 202    |

## Dressuur
Een Nationaal Olympisch Comité mag maximaal drie atleten afvaardigen als zij zich kwalificeren voor de teamcompetitie, anders maximaal twee.

### Team
| Event                                                         | Datum              | Locatie                        | Open plaatsen | Gekwalificeerd                                |
| ------------------------------------------------------------- | ------------------ | ------------------------------ | ------------- | --------------------------------------------- |
| Wereldruiterspelen 2006                                       | 20 aug - 3 sept    | Aken                           | 3             | Duitsland Nederland Verenigde Staten          |
| Europees kampioenschap 2007                                   | 27 aug - 2 sept    | Turijn                         | 3             | Zweden Zwitserland* Groot-Brittannië          |
| Azië-Pacific kampioenschap 2008, groep F/G                    | 31 jan 4 feb 7 feb | Cannes Sydney Palmerston North | 2             | Australië Japan                               |
| Pan-Amerikaanse Spelen 2007, groep D/E                        | 13-29 juli         | Rio de Janeiro                 | 2             | Canada Brazilië                               |
| Samengestelde landenteam gebaseerd op de olympische ranking** | -                  | -                              | 5             | Denemarken Spanje Frankrijk Rusland Portugal* |
| TOTAAL                                                        |                    |                                | 14            |                                               |

* Zwitserland besloot geen team of ruiter af te vaardigen voor de dressuur nadat Silvia Iklé, de topruiter van het Zwitserse team, weigerde haar paard naar Hongkong te sturen, vanwege de lange reisduur en de zorg over de klimatologische omstandigheden.. Hierop werd een extra samengesteld landenteam uitgenodigd.

** De samengevoegde prestaties van de drie beste individuele ruiters uit eenzelfde land

### Individueel
De individuele kwalificatie is gebaseerd op de individuele FEI-ranglijst van 1 mei 2008.
| Event                                  | Open plaatsen | Gekwalificeerd |
| -------------------------------------- | ------------- | --- |
| Gastland                               | 1             | China |
| De 10 direct geplaatste teams          | 30**          | Alle ruiters |
| Noordwest Europa                       | 1             | Finland |
| Zuidwest Europa                        | 1             | Frankrijk |
| Centraal en Oost-Europa; Centraal-Azië | 1             | Rusland |
| Noord-Amerika                          | 1             | Antigua en Barbuda*** |
| Centraal en Zuid-Amerika               | 1             | Mexico |
| Afrika en het Midden-Oosten            | 1             | Zuid-Afrika*** |
| Zuidoost-Azië; Oceanië                 | 1             | Zuid-Korea |
| Opvulling open plaatsen*               | 17            | Denemarken Oostenrijk Spanje Denemarken Spanje Wit-Rusland Spanje Italië Frankrijk Rusland Polen** Portugal** Rusland** Portugal*** Portugal*** |
| TOTAAL                                 | 50            | |

* Open plaatsen worden opgevuld op basis van de wereldranglijst.

** Zwitserland besloot geen team of individuele ruiters te sturen. De open plaats is opgevuld op basis van de wereldranglijst

*** Plaatsen die niet zijn opgevuld door een land zijn opgevuld op basis van de wereldranglijst

Bij de drie vorige punten wordt altijd het maximaal aantal ruiters per land in acht genomen.

## Eventing
Een Nationaal Olympisch Comité mag maximaal vijf atleten afvaardigen als zij zich kwalificeren voor de teamcompetitie, anders maximaal twee.

### Team
Voor dit onderdeel plaatsen zich 11 teams.
| Wedstrijd                                                     | Datum           | Locatie            | Open plaatsen | Gekwalificeerd                                               |
| ------------------------------------------------------------- | --------------- | ------------------ | ------------- | ------------------------------------------------------------ |
| Wereldruiterspelen 2006                                       | 20 aug - 3 sept | Aken               | 5             | Duitsland Groot-Brittannië Australië Verenigde Staten Zweden |
| Pan-Amerikaanse Spelen 2007, groep D/E                        | 13-29 juli      | Rio de Janeiro     | 2             | Canada Brazilië                                              |
| Azië-Pacific kampioenschap 2007, groep F/G*                   | 27-28 okt       | Takapau            | 1             | -                                                            |
| Europees kampioenschap 2007                                   | 13-16 sept      | Pratoni del Vivaro | 2             | Frankrijk Italië                                             |
| Samengestelde landenteam gebaseerd op de olympische ranking** | -               | -                  | 2             | Nieuw-Zeeland Ierland                                        |
| TOTAAL                                                        |                 |                    | 11            |                                                              |

* Wedstrijd werd uiteindelijk niet gehouden
** De samengevoegde prestaties van de drie beste individuele ruiters uit eenzelfde land

### Individueel
De individuele kwalificatie is gebaseerd op de individuele FEI-ranglijst van 1 mei 2008.
| Wedstrijd                              | Open plaatsen | Gekwalificeerd |
| -------------------------------------- | ------------- | --- |
| Gastland                               | 1             | China |
| De 9 direct geplaatste teams           | 45            | Alle ruiters |
| Noordwest Europa                       | 1             | Denemarken |
| Zuidwest Europa                        | 1             | België |
| Centraal en Oost-Europa; Centraal-Azië | 1             | Polen |
| Noord-Amerika                          | 1             | Jamaica |
| Centraal en Zuid-Amerika               | 1             | Chili |
| Afrika en het Midden-Oosten            | 1             | Zuid-Afrika** |
| Zuidoost-Azië; Oceanië                 | 1             | Nieuw-Zeeland |
| Opvulling open plaatsen*               | 21            | Nieuw-Zeeland Oostenrijk België Zwitserland Wit-Rusland Japan Ierland Rusland Polen Wit-Rusland Ierland Rusland Ierland Argentinië Nederland Ierland Chili Tsjechië** |
| TOTAAL                                 | 73            | |

* Open plaatsen worden opgevuld op basis van de wereldranglijst.

** Plaatsen die niet zijn opgevuld door een land zijn opgevuld op basis van de wereldranglijst

Bij de twee vorige punten wordt altijd het maximaal aantal ruiters per land in acht genomen.

## Springen
Een Nationaal Olympisch Comité mag maximaal vier atleten afvaardigen als zij zich kwalificeren voor de teamcompetitie, anders maximaal twee.

### Team
Voor dit onderdeel plaatsen zich 16 teams.
| Wedstrijd                                                                  | Datum                           | Locatie        | Open plaatsen | Gekwalificeerd                                            |
| -------------------------------------------------------------------------- | ------------------------------- | -------------- | ------------- | --------------------------------------------------------- |
| Gastland                                                                   | -                               | -              | 2             | China Hongkong                                            |
| Wereldruiterspelen 2006                                                    | 20 aug - 3 sept                 | Aken           | 5             | Nederland Verenigde Staten Duitsland Oekraïne Zwitserland |
| Europees kampioenschap 2007                                                | 15-19 augustus                  | Mannheim       | 3             | Groot-Brittannië Zweden Noorwegen                         |
| Pan-Amerikaanse Spelen                                                     | 13-29 juli 2007                 | Rio de Janeiro | 3             | Brazilië Canada Mexico                                    |
| Wereldruiterspelen 2006 / Kwalificatietoernooi 2007 (gecombineerd) groep F | 20 aug - 3 sep, 2006 6-10 maart | Aken Doha      | 1             | Saoedi-Arabië                                             |
| Wereldruiterspelen 2006, groep G                                           | 20 aug - 3 sep                  | Aken           | 1             | Australië                                                 |
| Kwalificatietoernooi 2007, groep G                                         | 7-10 juni                       | Balve          | 1             | Nieuw-Zeeland                                             |
| TOTAAL                                                                     |                                 |                | 16            |                                                           |

### Individueel
| Wedstrijd                            | Datum           | Locatie        | Open plaatsen | Gekwalificeerd                          |
| ------------------------------------ | --------------- | -------------- | ------------- | --------------------------------------- |
| De 16 direct geplaatste teams        | -               | -              | 64            | Alle ruiters                            |
| Olympische ranglijst, groep A/B      | 1 mei 2008      | -              | 2             | Ierland België                          |
| Olympische ranglijst, groep C        | 1 mei 2008      | -              | 3             | Rusland Azerbeidzjan                    |
| Pan-Amerikaanse Spelen 2007, groep D | 13-29 juli      | Rio de Janeiro | 1             | Bermuda                                 |
| Pan-Amerikaanse Spelen 2007, groep E | 13-29 juli      | Rio de Janeiro | 4             | Venezuela Colombia Argentinië Guatemala |
| Wereldruiterspelen 2006, groep F     | 20 aug - 3 sep  | Aken           | 2             | Jordanië Egypte                         |
| Kwalificatietoernooi 2007, groep F   | 6-10 maart      | Doha           | 1             | Verenigde Arabische Emiraten            |
| Wereldruiterspelen 2006, groep G     | 20 aug - 3 sept | Aken           | 1             | Japan                                   |
| Kwalificatietoernooi 2007, groep G   | 7-10 juni       | Balve          | 1             | Japan                                   |
| TOTAAL                               |                 |                | 79            |                                         |

Atletiek · 
Badminton · 
Basketbal · 
Boksen · 
Boogschieten · 
Gewichtheffen ·
Gymnastiek · 
Handbal · 
Hockey · 
Honkbal · 
Judo · 
Kanovaren · 
Moderne vijfkamp · 
Paardensport · 
Roeien ·
Schermen · 
Schietsport ·
Schoonspringen ·
Softbal ·
Synchroonzwemmen ·
Taekwondo ·
Tafeltennis ·
Tennis ·
Triatlon ·
Voetbal · 
Volleybal ·
Waterpolo ·
Wielersport · 
Worstelen ·
Zeilen ·
Zwemmen